# ANU (组合)
ANU是中国大陆的一对流行歌曲男子组合，成立于2016年，由巴雅、宫巴两位来自青海囊谦的藏族男歌手组成。

## 名称由来
“ANU”实际发音为“A'Nu（阿怒）”，是由藏语“ཨ་ནུ་རིང་ལུགས།”（anu ringlug）音译而来，其在藏语的意思是“少年”。

## 演艺经历
2016年，ANU组合正式成立。当年7月，他们推出首张同名EP《ANU》，共收录《ANU》、《离乡》两首原创歌曲；12月27日，推出第一首藏语单曲《Joke 闹着玩儿》。次年5月20日，发表第二首藏语单曲《Fly》。
2018年2月至7月，他们先后推出《GA·GA》、《1376》两首单曲；10月，参加四川卫视音乐节目《中国藏歌会》。
2019年1月，他们以专家推荐踢馆歌手身份参加湖南卫视大型音乐竞技节目《歌手2019》。在踢馆预选赛中，他们成功击败全民举荐踢馆歌手刘宇宁，成为该节目的第一位正式踢馆歌手，并且在踢馆赛以第四名的成绩踢馆成功。但在第二轮淘汰赛中，他们因排名垫底而被淘汰。

## 音乐作品

### 录音室专辑
| 发行时间     | 标题    | 语言 | 备注 |
| ------------ | ------- | ---- | ---- |
| 2016年7月1日 | 《ANU》 | 藏语 |      |

### 单曲
| 发行时间       | 标题              | 语言 | 备注 |
| -------------- | ----------------- | ---- | ---- |
| 2016年12月27日 | 《Joke 闹着玩儿》 | 藏语 |      |
| 2017年5月20日  | 《Fly》           | 藏语 |      |
| 2018年2月14日  | 《GA·GA》         | 藏语 |      |
| 2018年7月31日  | 《1376》          | 藏语 |      |